# Schroeder Hill
Schroeder Hill är en kulle i Antarktis. Den ligger i Västantarktis. Nya Zeeland gör anspråk på området. Toppen på Schroeder Hill är 2 714 meter över havet.
Terrängen runt Schroeder Hill är huvudsakligen kuperad, men åt sydväst är den platt. Trakten är obefolkad. Det finns inga samhällen i närheten.